# اولی شیرن
اولی شیرن (به آلمانی: Ole Scheeren) (متولد ۶ ژانویهٔ ۱۹۷۱) معمار و شهرساز اهل آلمان است. دفتر معماری او دارای شعبه‌هایی در پکن، هنگ‌کنگ، برلین و بانگکوک است. او همچنین از سال ۲۰۱۰ استاد مدعو دانشگاه هنگ‌کنگ است.

## زندگی‌نامه
اولی در ۶ ژانویهٔ ۱۹۷۱ در شهر کارلسروهه به دنیا آمد. او فرزند معمار و استاد دانشگاه آلمانی دیتر شیرن است. اولی از چهارده سالگی در دفتر پدرش مشغول به کار حرفه‌ای معماری شد. او در مؤسسه فناوری کارلسروهه و مؤسسه پلی‌تکنیک فدرال لوزان به تحصیل معماری پرداخت و رسالهٔ خود را در مدرسه معماری انجمن معماری دفاع کرد. 